# GuilThee
A GuilThee egy veszprémi pszichedelikus elemekkel variáló metal együttes, amely 2006 júniusában állt össze. Zenéjük legfőbb jellemzője, hogy általában a technikai villongások helyett a mondanivaló tárgyát teszik piedesztálra, s ennek rendelik alá a zenei oldalt, eltérően más progresszívnek titulált zenekartól.
A kezdeti szárnypróbálgatások után, sok tagcserén keresztül állt össze az a formáció, amely végül is 2009-ben megjelentette az első teljes hosszúságú nagylemezt, ami a Lustration címet kapta.

## Története

### A kezdetek (2006–2007)
A zenekar korai felállásában a tagok Veszprém környékiek, Márton Péter gitáros (Without Face, Sunseth Sphere), Nagaarum dobos/sampleres (Ötödik Évszak), Nagy Gergely, aki az alapításkor basszusgitáron játszott, valamint Puskás Péter énekes. Ez a felállás nem sokáig működhetett, mert ketten távozni kényszerültek, egyéb elfoglaltságaik miatt.
Az első hanganyagot, ami The Ghost of Denying címmel jött ki, 2006 végén kezdte a zenekar megírni. A basszussávokat Bánfalvi György játszotta fel, aki Márton Péterrel együtt játszott a Without Face-ben, valamint a Sunseth Sphere-ben. Énekesnek Puskás helyére Horváth Ádám érkezett, aki a HC stílusra jellemző hangjával furcsa színt kölcsönzött az együttesnek. Kilenc kritika jelent meg a szaklapokban és az internetes zenei portálokon erről a debütáló demóról, amelyek közül egy pár kimondottan pozitívan nyilatkozott. Az általános vélemények azonban azt tükrözték, hogy a szakma nem tudja hová tenni a zenekart, ugyanis a különös énekstílus nem illeszkedett a zenéhez.

### A második hanganyag
Az alapítók és a két új tag között hamarosan nézeteltérések támadtak, mind zenei mind pedig szervezési téren, ezért Horváth Ádámnak és Németh Tibornak távoznia kellett a csapatból. Ezt a hírt hivatalosan 2007. július 8-án jelentették be, viszont a helyzetet bonyolította, hogy a Mymusic magyar zenei portálon a GuilThee lett a 2007 áprilisi hónap zenekara, amivel stúdióidőt nyert. Közvetlen a stúdiófelvételek előtt a zenekar tehát elvesztette a "hangját" és a basszusgitárosát.
Először mentőövnek, majd hosszú távú megoldásnak ígérkezett Nagy Gergő visszahívása, de most már nem basszusgitárosként, hanem az énekesi feladatok ellátására. A basszust a stúdióban Márton Péter játszotta fel, az első szintetizátor-témákat pedig a GuilThee történetében Nagaarum szerezte, majd szállította készen a stúdióba. A nyereményből némi anyagi ráfordítással végül két dal született meg, aminek a készre keverését hosszadalmas viták előzték meg, mivel a stúdió folyamatosan kifutott a határidőkből. A problémát azzal oldották meg, hogy saját maguk keverték a dalokat. Ez lett a The Three Knot Lane demó.
Akkoriban a GuilThee-t ismét Németh Tibor kísérte volna basszusgitáron, de az események alakulása miatt végül ismét kikerült a zenekarból.

### Szakadás után (2008)
2008. január 9-én történt egy esemény, ami jelentősen megváltoztatta a zenekart. Egy megbeszélésen személyes ellentétek kerültek felszínre a két alapító tag, Márton Péter és Nagaarum között, és egyértelmű volt, hogy egyiküknek távozni kell. A név továbbvitelének joga végül Nagaarumé maradt.
A tagok keresése azonnal megkezdődött. Az első zenész, aki beszállt a együttesbe, Vértesi István volt, aki annak idején a Bikini stúdióban D. Nagy Lajos felügyeletével jópár hanganyagot rögzítő Black Molly sorait is erősítette. Vértesivel Nagaarum az Ötödik Évszak nevű zenekarban játszott együtt korábban.
Herr volt a következő, aki mint ritmusgitáros szállt be a GuilThee-be. Nagaarummal a Veszprémi Egyetem pár hallgatójából összeállt Lustban zenélt együtt, közel nyolc éven keresztül.
Az énekes személye ekkor még mindig nyitott kérdés volt, ezért Greskó Károlyt keresték meg, aki először igent mondott, viszont némi gondolkodás után inkább lemondott a posztról, lévén, hogy az Animid Effectben már énekel. Így szólógitárosként maradt a csapatban, ezzel kettőre növelve a gitárosok számát.
Ezután közel egyhavi keresgélés után került a képbe Soós Gergely (Enemiga), aki rendkívül agresszív hanggal rendelkező, változatosan hörgő énekes, akivel a próbák március végén indultak meg. Pár hónap után azonban mind zenei, mind személyes problémák akadtak, így távoznia kellett.
A tagkereséssel együtt Nagaarum elkezdte a The Three Knot Lane anyag promóját. Az internetes folyóiratok pozitívan fogadták az anyagot. A zenekar mind a hat száma felkerült márciusban a Mymusic-on a tíz legtöbbet lejátszott felvétel közé (több, mint 1800 zenekarból), majd egy pár héten át ezek a számok az első helyeken álltak.

### Az első lemez - Lustration (2009)
Herr, Greskó és Vértesi belépése után fél évvel sikerült megtalálni azt a szövegíró/énekest, aki immáron megfelelő szellemiséget kölcsönöz a GuilThee-nek. Az irodalomban és történelemben jártas, akkoriban Pécsett egyetemi éveit járó, VIII. lett az új énekes, aki a vajdasági Versec városában született. A Lustration lemez szövegei a bűnt, bűnbeesést, kísértést járják körül és az emberi lét esendőségét óhajtják bemutatni.
A tagcserékkel együtt jár a stílus változása is, és ez alól a GuilThee sem kivétel. Greskó melodikus, északias dallamai meghatározóak, a hardcore vonal szinte teljesen eltűnt, helyette megerősödött egyfajta melodic death metal hatás, valamint Herr intenzív riffjátéka miatt a thrash metal vonal is. Nagaarum a korábbinál is szabadabbra engedi a dobtémákat, így erről az ágról a floridai típusú death metal/grindcore elemek bővülnek ekkortájt a zenéjükben.
"...Amikor betettem az anyagot és elindult a második szám, a gitárok azonnal a Carcass és a Heartwork neveket hasították fel az elmémben, ami szinte végig meg is maradt, bár már itt éreztem, hogy nem egy album hallgatásába fogtam, hanem egy utazásba, ami masszívan az ismeretlenbe visz. Ám ez az ismeretlen nem az anyag maga, hanem az elme, amit a zene formál, így minden ember, aki belemerül, majd más utakra téved, más válaszokat kap, és más kérdéseket tesz majd fel. De persze az említett zenei párhuzam csak a lecsupaszított torzón jelentkezik, amin azért az inak, az izmok és a szövetek máshogy tapadtak meg, más formát, máshogy áramló energiákat vezetnek a végtagok felé. Így a végeredmény egy groteszk bál, ami egyben szépséges és riasztóan rémálomszerű, képzelgés, lebegés és föld is és súly is, és fájdalom és szépség is egyben..."

### A második lemez - Homunculus Paradoxon (2011)
A hanganyag felvételei 2010 október-november hónapban hat napon át zajlottak, majd következő év január 31-én meg is jelent.
Ezúttal egy egész történet került megzenésítésre a sötét középkor bizarr eseményeiből.
Ezen a lemezen már nem játszik Vértesi István, mivel 2009-ben kilépett a zenekarból. A basszust Nagaarum játszotta fel ezúttal. Ettől eltekintve ugyanaz a társaság írta meg a Homunculus Paradoxont, mint a Lustrationt, így a GuilThee 2008-as felállása stabilnak látszik.
Idézet a Shockmagazin kritikájából:
"...Az már a két évvel ezelőtti Lustration album kapcsán is nyilvánvalóvá vált számomra, hogy a veszprémi GuilThee az egyik legfurcsább zenekar, akikkel valaha is dolgom akadt. Érezhető, sőt, egyenesen szembeötlő volt akkor is az a mindenfajta sablonoktól mentes alkotói törekvés, ami egészen bizarrá, ám ezzel együtt egészen egyedivé is tette muzsikájukat. Most pedig itt a friss mű, és ha lehet, a csapat még tovább merészkedett a progresszív gondolkodásmód kusza dzsungelében.
Amikor azonban a progresszív szót használom, akkor még véletlenül sem az olyan zenekarokra kell gondolni, akiket manapság helytelenül progmetal csapatoknak szokás nevezni. A GuilThee e téren egészen a rock hőskoráig, egész pontosan a '60-as és '70-es évek progrock világáig nyúl vissza, s azt a kötetlen, a határokat figyelmen kívül hagyó alkotói megközelítést teszi magáévá, ami többek között a korai Pink Floydot, a Yest vagy a Colosseumot is jellemezte. A Homunculus Paradoxonon nem fogunk hajmeresztő hangszeres maszturbálásokat hallani, vagy tíz perc fölé nyúló dalokat erőltetett vigyorral végigszenvedni, pedig ugye manapság épp az ilyen megoldások jellemzik a progosnak titulált csapatokat.
Greskó Károly augusztusban bejelentette, hogy elhagyja a GuilThee-et. Legfőbb indoka az élő előadások hiánya és a Nagaarummal egyre inkább felszínre kerülő zenei ellentéte volt.

### A harmadik lemez - Szemantikai háromszögek (2012)
Mindössze pár hónap telt el a Homunculus Paradoxon megjelenése után, és máris újabb lemez terve körvonalazódott. A szólólemezek megjelenése után a téli hónapokban lassan összeállt, hogy a zenekar milyen irányba halad tovább. A Szemantikai háromszögek elkészítésekor a legfőbb cél az volt, hogy a zenéből a modernség legutolsó maradéka is el legyen tüntetve.
A cél tökéletes megvalósítása érdekében Mr Match lett megkeresve, hogy néhány helyen prímmel dobja fel a harmadik albumot a szaxofonját állítva csatasorba. Hamarosan kiderült azonban, hogy mind emberileg, mind zenei meglátásai alapján tökéletesen illeszkedik a GuilThee-hez, így nem sokra ezután hamarosan az állandó tagok között találta magát.

### Mérföldkő - a negyedik lemez - Eklektika (2013)
Tekintettel arra, hogy a GuilThee nem koncertzenekar, a figyelem fenntartása érdekében, és mert bőven marad így idő a komponálásra, a kiadványok viszonylag gyors egymásutánban érkeznek. Ahogy az sejthető volt a Szemantikai háromszögek főleg a Homunculus Paradoxon után kvázi sikertelennek bizonyult, köszönhetően a koszos hangzásnak, a sötét hangulatnak, és a minden addigi anyaghoz képest elvontabb megközelítésnek. A csapat ennek ellenére nem szándékozott a korai anyagok által képviselt soundot ismételten megidézni.
Az Eklektika esetében az elsőre feltűnő különbség, hogy az eddigi lemezekkel szemben itt élő dobolás hallható. A komponálásban és a stúdiómunkában Herr nem vett részt egyéb elfoglaltságai miatt. A szövegeket teljes egészében VIII. írta meg, a bevált gyakorlattól eltérően. A lemez címe is VIII. ötlete volt, lévén a zenei elemek az elektronikus vonalra is kiterjedtek, valamint a szövegvilág is végletesen eklektikába fordult, mire az anyag elkészült.
Fémforgács Metal Site: "Előre borítékolom, hogy az albumról megjelenő recenziók többsége nem fogja nélkülözni azt a kulcsmondatot, miszerint az Eklektika címnél találóbbat ki sem találhatott volna a veszprémi "fantombrigád”!
Valóban minden eddiginél több színt, stílust, érzelmet, hangulatot sűrítettek bele ebbe az 51 perces anyagba".

## Tagok

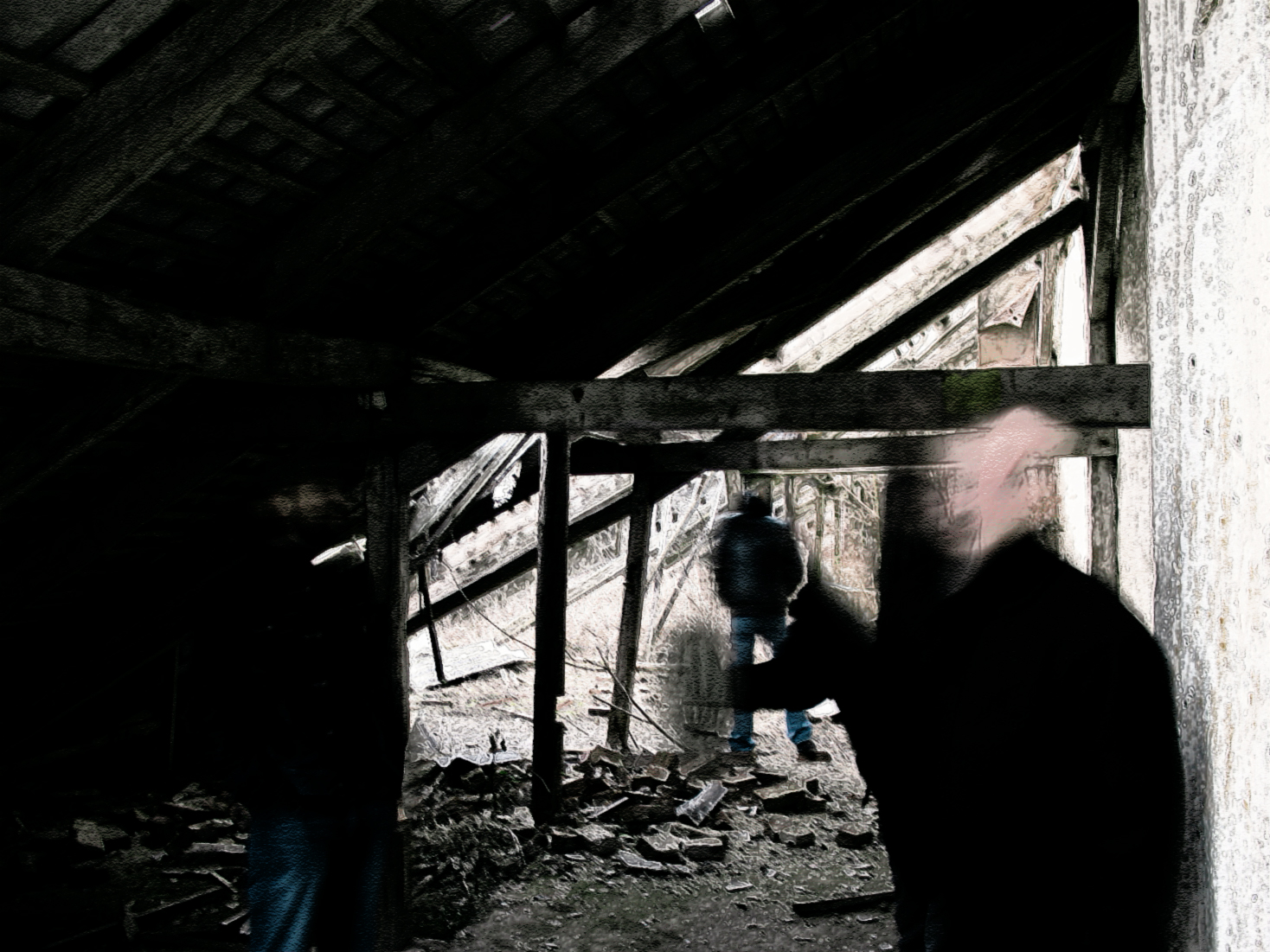
GuilThee
Nagaarum, VIII., Herr,(balról jobbra)

- VIII. - ének, szintetizátor, gitár, basszusgitár, dob (2008. július –)
- Herr - gitár, szintetizátor (2008. február –)
- Nagaarum - dob, basszusgitár, szintetizátor, gitár, vokál, doromb (2006. július –)
- Mr Match - szaxofon, szintetizátor, gitár, basszusgitár, vokál (2012. május –)

Korábbi tagok
- Márton Péter - gitár, basszusgitár (2006. július - 2008. január)
- Puskás Péter - ének (2006. július - 2006. október)
- Nagy Gergely - basszusgitár (2006. július - 2006. november), ének (2007. július - 2008. február)
- Soós Gergely - ének (2008. február - 2008. július)
- Horváth Ádám - ének (2006. július - 2007. július)
- Németh Tibor - basszusgitár (2007. február - 2007. július)
- Vértesi István - basszusgitár (2008 február - 2009. november)
- Greskó Károly - gitár, ének (2008. február - 2011. augusztus 16.)

Vendégzenészek
- Varga Betty - ének a Lustration és a Homunculus Paradoxon lemezen.
- Varga Anita - ének a Homunculus Paradoxon lemezen.
- Farkas Gergely -narrátor a Homunculus Paradoxon lemezen.
- Mr Match - szintetizátor a Homunculus Paradoxon lemezen.
- Pirisi Ákos - szintetizátor, gitár a Lustration lemezen
- Bánfalvi György - basszusgitár a The Ghost of Denying demón

### Idővonal
A GuilThee minden tagja komponál minden hangszerre. Az idővonalon a fő hangszerek vannak feltüntetve. Előfordulhatnak a fémzenében nem megszokott hangszerek is, például doromb.

## Diszkográfia
| Cím                         | Kiadás dátuma      |
| --------------------------- | ------------------ |
| The Ghost of Denying (demó) | 2007. március 19.  |
| The Three Knot Lane (demó)  | 2007. december 12. |
| Lustration                  | 2009. március 5.   |
| Homunculus Paradoxon        | 2011. január 31.   |
| Szemantikai háromszögek     | 2012. május 7.     |

## Kritikák

### Internetes lapokon
Összegyűjtve megtekinthetőek itt.

### Írott sajtóban
- Metal Hammer - 2012. június
- Metal Hammer - 2011. április
- Metal Hammer - 2009. május
- Metal Hammer - 2008. április
- Metal Hammer - 2007. június
- Rockinform - 2007. május